# Juan Carlos Leaño
Juan Carlos Leaño Del Castillo (Guadalajara, 22 de novembro de 1977) é um ex-futebolista mexicano que atuava como zagueiro.

## Biografia
Leaño nasceu em Guadalajara e estreou profissionalmente no Tecos Fútbol Club, cujo presidente era seu pai, José Antonio Leaño. Ele fez sua estreia na Primera División Mexicana  em 4 de setembro de 1998 em uma vitória por 4–1 sobre o Puebla. No entanto, ele conquistou uma vaga entre os onze titulares apenas alguns anos depois e foi nomeado capitão da equipe, vestindo a camisa 27 ao longo de sua carreira. Ele marcou seu primeiro gol na liga em 16 de novembro de 2003, no empate de 2 a 2 contra o Pumas UNAM. Apesar de jogar continuamente na primeira divisão, a equipe do Tecos não obteve muito sucesso tanto no cenário nacional quanto no internacional, muito mais frequentemente se defendendo do rebaixamento. Na única grande conquista, o vice-campeonato do México no Clausura 2005, Leaño não participou, nenhuma vez saindo dos gramados do campeonato nessas partidas.   Em 2010, conquistou o vice-campeonato com o Tecos em jogos da InterLiga, graças ao qual pôde disputar o torneio da Copa Libertadores, porém, foi eliminado com sua equipe na fase preliminar, não conseguindo se classificar para a fase de grupos.[carece de fontes?] Encerrou a carreira no futebol aos 34 anos, após o rebaixamento do Tecos para a segunda divisão, tornando-se membro da diretoria do clube.